# Happy People/U Saved Me
Happy People/U Saved Me ist ein Doppelalbum des US-amerikanischen Musikers R. Kelly, das im August 2004 erschien.

## Entstehung und Veröffentlichung
Die Erstveröffentlichung von Happy People/U Saved Me erfolgte am 24. August 2004 bei Jive Records. Das Album erschien in seiner Originalausführung als Doppelalbum auf CD und als Download (Katalognummer: 82876615082). Während es sich auf dem ersten Tonträger (Happy People) um tanzbare „Gute-Laune-Songs“ handelt, beinhalter der Zweite (U Saved Me) einfühlsamere Gospel-Titel.
Geschrieben und produziert wurden die Lieder alle von R. Kelly selbst.

## Titelliste

### CD 1 („Happy People“)
1. Weatherman
2. Red Carpet (Pause, Flash)
3. Love Signals
4. Love Street
5. Ladies Night (Treat Her Like Heaven)
6. If
7. The Greatest Show on Earth
8. It’s Your Birthday
9. Steppin' into Heaven
10. If I Could Make the World Dance
11. Happy People

### CD 2 („U Saved Me“)
1. 3-Way Phone Call (Quartett zwischen R. Kelly, Kelly Price, Kim Burrell & Maurice Mahon)
2. U Saved Me
3. Prayer Changes
4. How Did You Manage
5. I Surrender
6. When I Think About You
7. The Diary of Me
8. Spirit
9. Leap of Faith
10. Peace

## Singles
| Jahr | Titel                           | Höchstplatzierung, Gesamtwochen, AuszeichnungChartplatzierungen (Jahr, Titel, , Platzierungen, Wochen, Auszeichnungen, Anmerkungen) | Höchstplatzierung, Gesamtwochen, AuszeichnungChartplatzierungen (Jahr, Titel, , Platzierungen, Wochen, Auszeichnungen, Anmerkungen) | Höchstplatzierung, Gesamtwochen, AuszeichnungChartplatzierungen (Jahr, Titel, , Platzierungen, Wochen, Auszeichnungen, Anmerkungen) | Höchstplatzierung, Gesamtwochen, AuszeichnungChartplatzierungen (Jahr, Titel, , Platzierungen, Wochen, Auszeichnungen, Anmerkungen) | Anmerkungen                            | [↑]: gemeinsam behandelt mit vorhergehendem Eintrag; [←]: in beiden Charts platziert |
| Jahr | Titel                           | DE | CH | UK | US | Anmerkungen                            |                                                                                      |
| ---- | ------------------------------- | --- | --- | --- | --- | -------------------------------------- | ------------------------------------------------------------------------------------ |
| 2004 | Happy People                    | DE49 (9 Wo.)DE | CH49 (9 Wo.)CH | UK6 (12 Wo.)UK | US19 (20 Wo.)US | Erstveröffentlichung: 22. März 2004    |                                                                                      |
| 2004 | U Saved Me[DE: ↑][CH: ↑][UK: ↑] | DE49 (9 Wo.)DE | CH49 (9 Wo.)CH | UK6 (12 Wo.)UK | US52 (16 Wo.)US | Erstveröffentlichung: 19. Oktober 2004 |                                                                                      |

## Kommerzieller Erfolg

### Chartplatzierungen
| ChartsChartplatzierungen       | Höchstplatzierung | Wochen |
| ------------------------------ | ----------------- | ------ |
| Deutschland (GfK)              | 10 (6 Wo.)        | 6      |
| Österreich (Ö3)                | 60 (2 Wo.)        | 2      |
| Schweiz (IFPI)                 | 21 (5 Wo.)        | 5      |
| Vereinigte Staaten (Billboard) | 2 (15 Wo.)        | 15     |
| Vereinigtes Königreich (OCC)   | 11 (11 Wo.)       | 11     |

| ChartsJahrescharts (2004)      | Platzierung |
| ------------------------------ | ----------- |
| Vereinigte Staaten (Billboard) | 75          |

### Auszeichnungen für Musikverkäufe
Das Album verkaufte sich laut Quellen über 5,2 Millionen Mal, davon 3,1 Millionen Einheiten mit Schallplattenauszeichnungen belegt.
| Land/Region                  | Auszeichnungen für Musikverkäufe (Land/Region, Auszeichnung, Verkäufe) | Verkäufe  |
| ---------------------------- | ---------------------------------------------------------------------- | --------- |
| Vereinigte Staaten (RIAA)    | 3× Platin                                                              | 3.000.000 |
| Vereinigtes Königreich (BPI) | Gold                                                                   | 100.000   |
| Insgesamt                    | 1× Gold · 3× Platin ·                                                  | 3.100.000 |

Hauptartikel: R. Kelly/Auszeichnungen für Musikverkäufe